# Trilogarithmus
In der Mathematik ist der Trilogarithmus eine nicht elementare mathematische Funktion. Er ist der Polylogarithmus mit dem Index 3. Somit ist er die durch den Koordinatenursprung verlaufende Stammfunktion des Produkts von Dilogarithmus und Kehrwertfunktion.

## Definition

Realteil und Imaginärteil vom Trilogarithmus

Der Trilogarithmus ist für komplexe Zahlen x mit |x| < 1 durch diese Potenzreihe definiert:
{\displaystyle \operatorname {Li} _{3}(x)=\sum _{k=1}^{\infty }{\frac {1}{k^{3}}}x^{k}}
Bezüglich der analytischen Fortsetzung auf die komplexen Zahlen ℂ \ [1;+∞] ist folgende Formel gültig:
{\displaystyle \operatorname {Li} _{3}(x)=\int _{0}^{1}{\frac {1}{y}}\operatorname {Li} _{2}(xy)\mathrm {d} y}
Der englische Mathematiker John Landen führte den Trilogarithmus im Jahr 1760 ein. Im Gegensatz zum Dilogarithmus wird im Trilogarithmus außer der Null keine elementare Zahl einer elementaren Zahl zugeordnet. Diese Eigenschaft hat der Trilogarithmus mit dem Arkustangensintegral gemeinsam.

## Funktionalgleichungen
Die Funktion des Tilogarithmus genügt folgenden Funktionalgleichungen:
{\displaystyle \operatorname {Li} _{3}(x)+\operatorname {Li} _{3}(-x)={\tfrac {1}{4}}\operatorname {Li} _{3}(x^{2})}
{\displaystyle \operatorname {Li} _{3}(-{\sqrt {x^{2}+1}}+x)-\operatorname {Li} _{3}(-{\sqrt {x^{2}+1}}-x)={\tfrac {1}{6}}\pi ^{2}\operatorname {arsinh} (x)+{\tfrac {1}{6}}\operatorname {arsinh} (x)^{3}}
{\displaystyle \operatorname {Li} _{3}({\tfrac {1}{2}}+{\tfrac {1}{2}}x)+\operatorname {Li} _{3}({\tfrac {1}{2}}-{\tfrac {1}{2}}x)+\operatorname {Li} _{3}{\bigl [}-(1-x)(1+x)^{-1}{\bigr ]}=}
{\displaystyle =\zeta (3)-{\tfrac {1}{6}}\pi ^{2}\ln[2(1+x)^{-1}]-{\tfrac {1}{6}}\ln[2(1+x)^{-1}]^{3}+{\tfrac {1}{2}}\ln[2(1+x)^{-1}]^{2}\ln[2(1-x)^{-1}]}

## Spezielle Werte
Für die folgenden Zahlen können x und Li₃(x) in geschlossener Form dargestellt werden:
{\displaystyle \operatorname {Li} _{3}(0)=0}
{\displaystyle \operatorname {Li} _{3}(1)=\zeta (3)}
{\displaystyle \operatorname {Li} _{3}(-1)=-{\tfrac {3}{4}}\zeta (3)}
{\displaystyle \operatorname {Li} _{3}({\tfrac {1}{2}})={\tfrac {7}{8}}\zeta (3)-{\tfrac {1}{12}}\pi ^{2}\ln(2)+{\tfrac {1}{6}}\ln(2)^{3}}
{\displaystyle \operatorname {Li} _{3}(\Phi ^{-2})={\tfrac {4}{5}}\zeta (3)-{\tfrac {2}{15}}\pi ^{2}\ln(\Phi )+{\tfrac {2}{3}}\ln(\Phi )^{3}}
Hierbei wird mit ζ(3) die Apéry-Konstante und mit Φ = (√5 + 1)/2 die Goldene Zahl zum Ausdruck gebracht.
Die Mathematiker David Bailey, Peter Borwein und Simon Plouffe entdeckten neben der nach ihnen benannten BBP-Formel auch folgende Formel:
{\displaystyle 16\operatorname {Li} _{3}({\tfrac {1}{2}})-18\operatorname {Li} _{3}({\tfrac {1}{4}})-4\operatorname {Li} _{3}({\tfrac {1}{8}})+\operatorname {Li} _{3}({\tfrac {1}{64}})={\tfrac {2}{3}}\pi ^{2}\ln(2)-{\tfrac {10}{3}}\ln(2)^{3}}

## Ableitungen und Integrationen
Der Trilogarithmus dient zur Integration nicht elementaren Funktionen. Einige elementare Linearkombinationen aus Trilogarithmus und Dilogarithmus dienen zusätzlich zur Integration von elementaren Funktionen:
{\displaystyle {\frac {1}{x}}\operatorname {arsinh} (x)^{2}={\frac {\mathrm {d} }{\mathrm {d} x}}{\frac {1}{2}}\operatorname {Li} _{3}[1-({\sqrt {x^{2}+1}}-x)^{2}]+{\frac {1}{2}}\operatorname {Li} _{3}[1-({\sqrt {x^{2}+1}}+x)^{2}]+\operatorname {arsinh} (x)\operatorname {Li} _{2}[1-({\sqrt {x^{2}+1}}-x)^{2}]+\operatorname {arsinh} (x)^{3}}
{\displaystyle {\frac {1}{x}}\ln(1-x)^{2}={\frac {\mathrm {d} }{\mathrm {d} x}}2\operatorname {Li} _{3}(x)+2\operatorname {Li} _{3}{\bigl (}{\frac {x}{x-1}}{\bigr )}-2\ln(1-x)\operatorname {Li} _{2}(x)-{\frac {1}{3}}\ln(1-x)^{3}}
{\displaystyle {\frac {1}{x}}\operatorname {artanh} (x)^{2}={\frac {\mathrm {d} }{\mathrm {d} x}}{\frac {1}{2}}{\bigl [}\operatorname {Li} _{3}{\bigl (}{\tfrac {2x}{x+1}}{\bigr )}+\operatorname {Li} _{3}{\bigl (}{\tfrac {x-1}{x+1}}{\bigr )}+\operatorname {Li} _{3}{\bigl (}{\tfrac {2x}{x-1}}{\bigr )}{\bigr ]}+\operatorname {artanh} (x){\bigl [}\operatorname {Li} _{2}{\bigl (}{\tfrac {2x}{x+1}}{\bigr )}+\operatorname {Li} _{2}{\bigl (}{\tfrac {x-1}{x+1}}{\bigr )}{\bigr ]}+{\frac {1}{3}}\operatorname {artanh} (x)^{2}\ln {\bigl [}{\tfrac {(x+1)^{4}}{8(-x+1)}}{\bigr ]}}
Folgende Beziehung gilt für diese Debyesche Funktion:
{\displaystyle D_{2}^{(1)}(x)=\int _{0}^{x}{\frac {t^{2}}{\exp(t)-1}}\mathrm {d} t=2\operatorname {Li} _{3}[1-\exp(-x)]+2\operatorname {Li} _{3}[1-\exp(x)]+2x\operatorname {Li} _{2}[1-\exp(-x)]+{\frac {1}{3}}x^{3}}